# Eichendorffbank

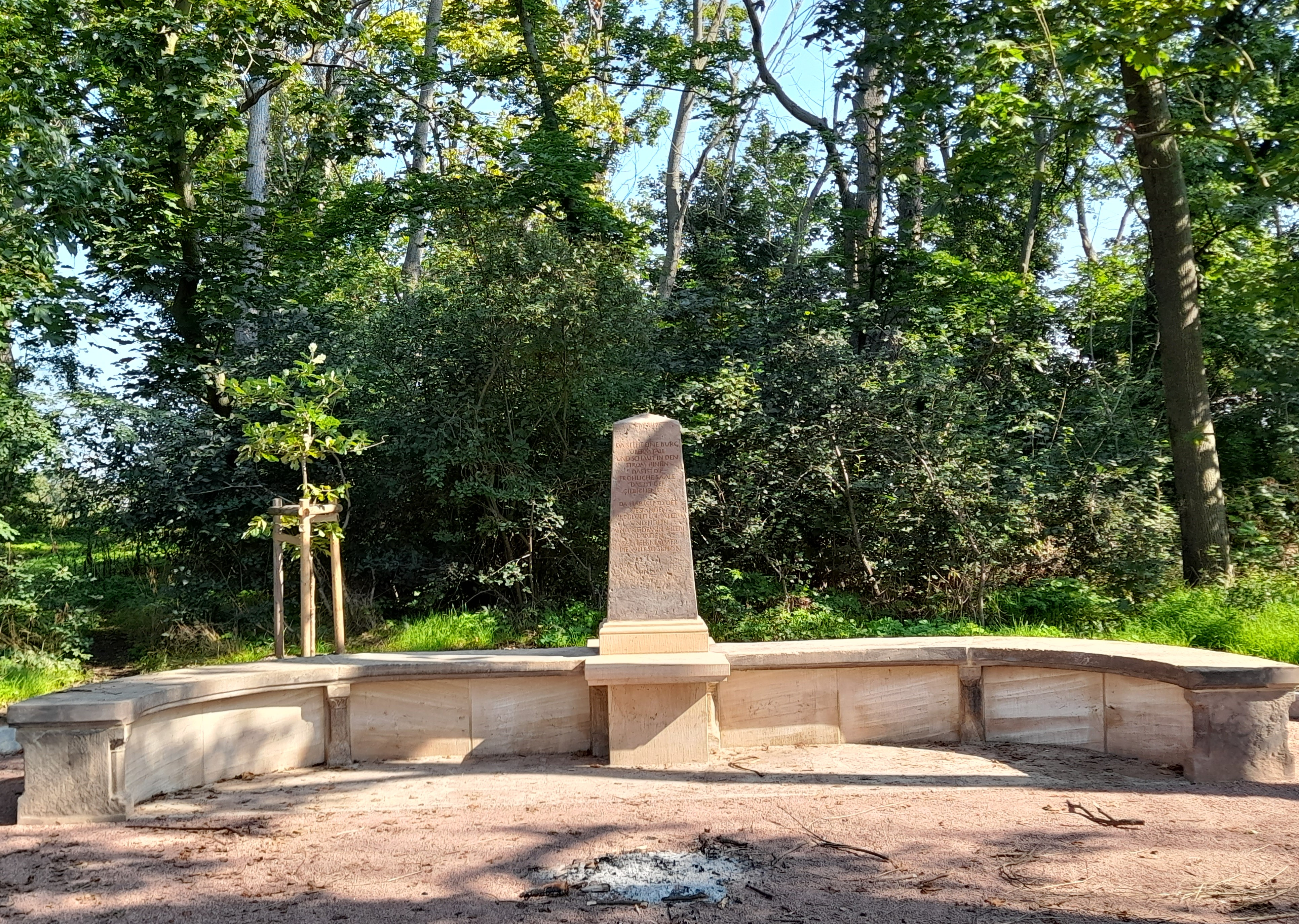
Die Eichendorffbank in den Klausbergen, 2021

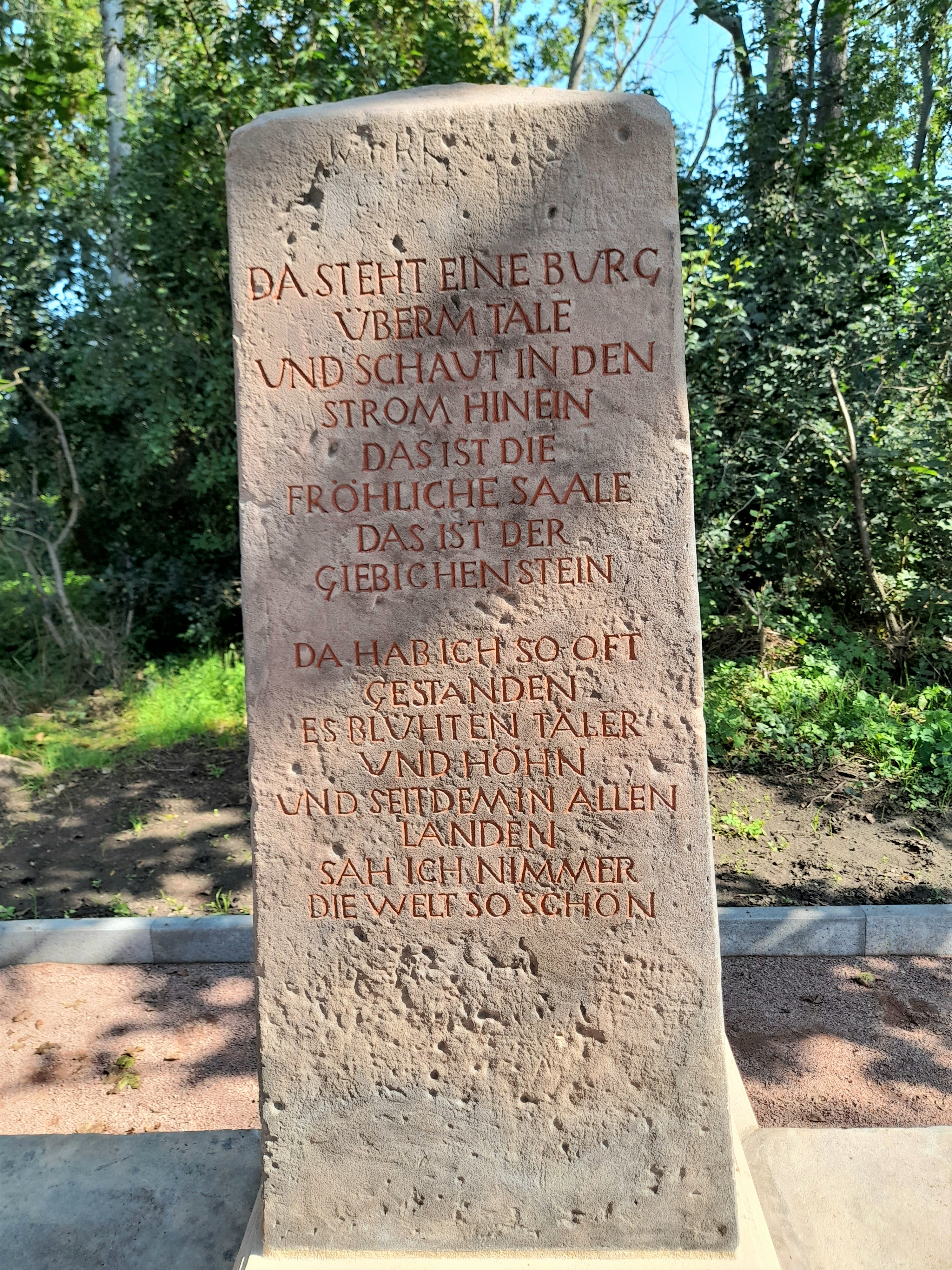
Stele mit den Gedichtzeilen

Die Eichendorffbank ist eine denkmalgeschützte steinerne Bank in den Klausbergen im Norden von Halle (Saale), die zur Erinnerung an Joseph von Eichendorffs Studienzeit in der Saalestadt errichtet wurde. Im Denkmalverzeichnis der Stadt Halle ist die Bank unter der Erfassungsnummer 094 96891 verzeichnet.
Eichendorff studierte von Mai 1805 bis August 1806 in Halle Rechtswissenschaften. Mit seinem Gedicht „Bei Halle“ setzte er der reizvollen Umgebung von Halle ein bleibendes Denkmal. Man ging ursprünglich davon aus, dass das Gedicht während seiner Studienzeit auf den Klausbergen mit Blick auf die Saale und die Burg Giebichenstein entstanden ist. Forschungen von Erich Neuß ergaben jedoch, dass die handschriftliche Urform vom 1. Februar 1840 stammt und in der Handschriftenabteilung der Berliner Staatsbibliothek aufbewahrt wird. Das Gedicht war ein Beitrag für das „Deutsche Musenalmanach für 1841“. Zwei Jahre vor seinem Tod, im Jahre 1855, war Eichendorff noch ein zweites Mal zu einem Kurzbesuch in Halle.
Der Stadtrat Heinrich Niemeyer regte ca. zwanzig Jahre später an, eine Erinnerungsstätte an den Dichter zu schaffen. Im Jahr 1879 wurde durch den Hallischen Verschönerungsverein unter Leitung des Justizrates Herrmann Fiebiger eine einfache Gedenkstätte in Form eines Steins (heute unweit der Bank noch erhalten) an der Stelle in den Klausbergen, von der man einen besonders schönen Blick auf die Saale und die Burg Giebichenstein hat, errichtet. 
Wiederum zwanzig Jahre später, im Jahre 1899, wurde der Erinnerungsstätte mit der halbrunden Steinbank und dem mittig stehenden Obelisken die heutige Form gegeben. Die ersten zwei Strophen des siebenstrophigen Gedichts „Bei Halle“ sind in den Obelisken, wie schon zuvor in den einfachen Gedenkstein, eingemeißelt: 
DA STEHT EINE BURG

ÜBERM TALE

UND SCHAUT IN DEN

STROM HINEIN

DAS IST DIE

FRÖHLICHE SAALE

DAS IST DER GIEBICHENSTEIN

DA HAB ICH SO OFT

GESTANDEN

ES BLÜHTEN TAELER

UND HÖHN

UND SEITDEM IN ALLEN

LANDEN

SAH ICH NIMMER

DIE WELT SO SCHÖN

    EICHENDORFF

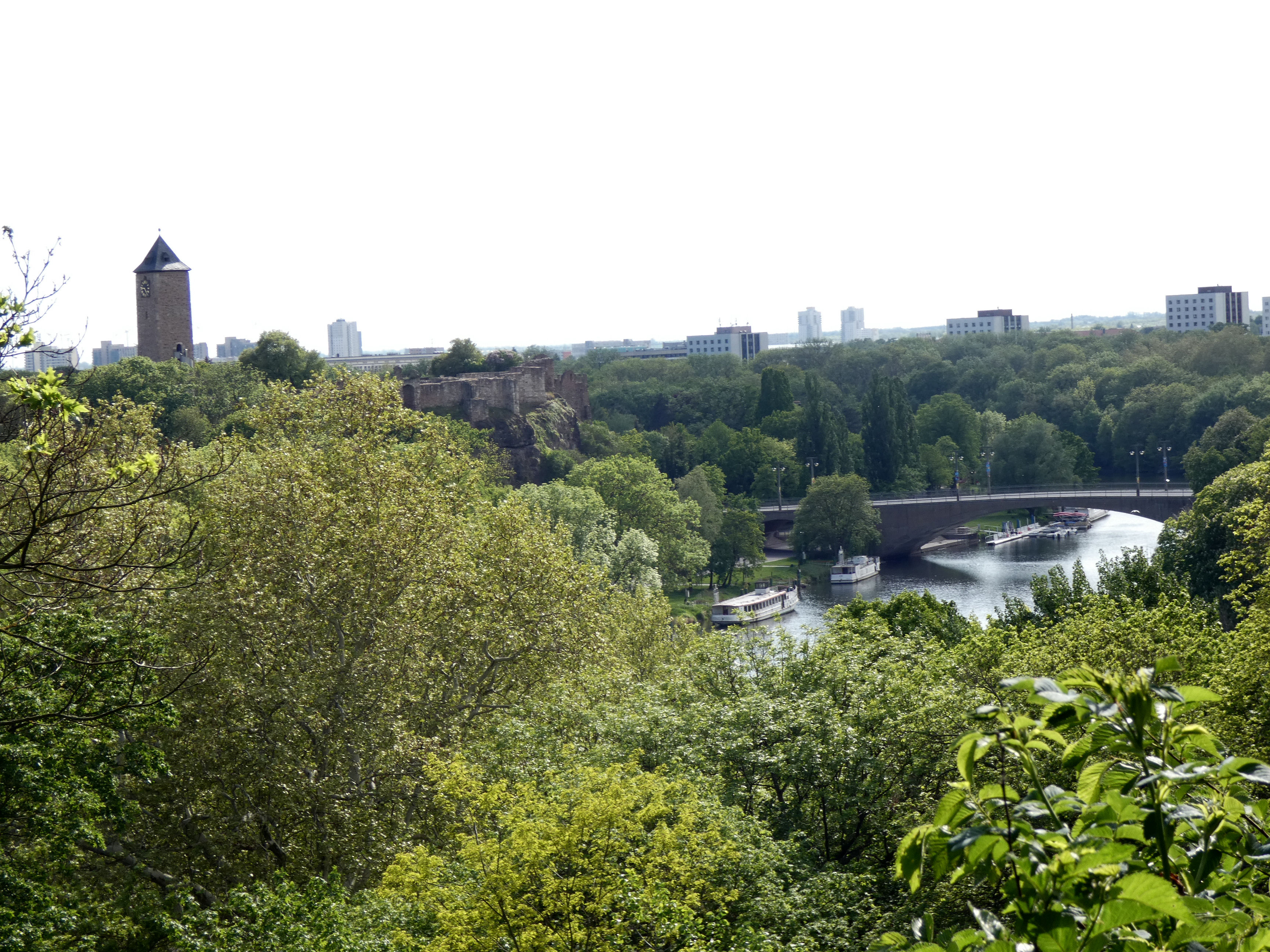
Blick zur Burg Giebichenstein und auf die Saale

Gegenüber der Bank – mit Blick auf die Saale – befindet sich seit 2005 eine Stele mit Inschriftplatte und dem vollständigen Gedicht. Alljährlich am 10. März findet an der Eichendorffbank anlässlich des Geburtstages des Dichters eine Feier mit musikalischer Umrahmung und einem Picknick statt. Eine weitere Tradition ist das Frühlingssingen, das zum Frühjahrsanfang mit dem Lehrerchor der Stadt Halle e. V. an der Bank stattfindet.
Restauriert wurde die Bank in den Jahren 1946 und 1970. 2020/2021 wurde die Bank erneut saniert, die Einweihung der restaurierten Bank erfolgte am 17. August 2021. 